# 乔·古尔德
乔·古尔德（英語：Joe Gould，1909年1月24日—1994年11月2日），澳大利亚男子赛艇运动员。他曾代表澳大利亚参加1938年大英帝国运动会赛艇比赛，获得男子八人单桨有舵手银牌。